# Kristen etik
Kristen etik avser de etiska skolor och ställningstaganden som hämtar inspiration från den kristna idétraditionen. Etiken formerades ur den judiska traditionen och hebreiska litteraturen under den tidiga kristna perioden, fram till första konciliet i Nicaea.
Centrala begrepp i den kristna etiken är de tio budorden, syndernas förlåtelse, kärleken till nästan, och församlingens gemenskap. Inom Katolska Kyrkan har De sju dygderna ett stort litterärt värde som symboler, och De sju dödssynderna är deras negativa aspekter. I samtiden är frågor om människovärde, aborträtt och flyktingmottagande vanliga föremål för diskussion inom ramen för kristen etik. 
Inom den Romersk-katolska kyrkan är den kanoniska rätten delvis en kodifiering av etiken, som grundas på skolastiken. Under reformationen avvisades skolastikernas aristotelism och man bildade en egen etik. Viktiga etiker på reformatorisk mark är bland andra Philipp Melanchthon, Samuel von Pufendorf och Søren Kierkegaard. Under andra världskriget formulerade teologen och aktivisten Dietrich Bonhoeffer en kristen etik som vände sig emot den lutherska doktrinen om rättfärdiggörelse genom tron allena. Bonhoeffer menade att man även måste agera.